# Улица Карла Маркса (Тверь)
У́лица Ка́рла Ма́ркса — улица в Твери. На всём протяжении является границей Центрального (Затьмачье) и Пролетарского районов.

## География
Улица Карла Маркса начинается от проспекта Калинина, продолжается в северном и северо-западном направлении. Является продолжением улицы Спартака, пересекает улицы Бакунина, Новикова, 2-ю Пухальского. Заканчивается к югу от реки Волги, у улицы Советский Вал и храма Иоанна Предтечи.
Общая протяжённость улицы Карла Маркса составляет 890 метров.

## История
Участок, не имевший названия, ставший сейчас улицей Карла Маркса, появился в начале XIX века. Назывался 2-й улицей Головинского вала.
Эта улица застраивалась частным сектором с чётной стороны. В 1924 году при был проведён участок от проспекта Калинина до улицы Бадюлина. Получившаяся улица была застроена главным образом частными домами.
В 1926 году улица была продлена до 2-й улицы Пухальского, на чётной стороне появились дома № 22 и 22а. В 1930-х — 1940-х годах в начале улицы были построены кирпичные четырёхэтажные жилые дома № 6 и 8.
Своё современное название улица получила в 1976 году в честь философа Карла Маркса.
В 1980-х годах прошла реконструкция улицы. При этом была снесена вся застройка нечётной стороны квартала от улицы Бакунина до 2-й улицы Пухальского, где были построены девятиэтажки.
В середине 2000-х годов были построены многоэтажный жилой д. № 11 и медицинский центр.